# Campeonato Egípcio de Futebol
Egyptian Premier League (árabe: الدوري المصري الممتاز; português: Primeira Liga Egípcia) é um campeonato de futebol organizado pela Federação Egípcia de Futebol, fundado em 1948.

## Primeira Divisão 2021-22
| Clube                     | Cidade              |
| ------------------------- | ------------------- |
| Al-Ahly                   | Cairo               |
| Al-Ittihad                | Alexandria          |
| Al-Masry                  | Porto Said          |
| Al-Mokawloon              | Cairo               |
| Ceramica Cleopatra FC     | Giza                |
| Eastern Company SC        | Cairo               |
| El Geish                  | Cairo               |
| El Gouna                  | El Gouna            |
| ENPPI                     | Cairo               |
| Future FC                 | Cairo               |
| Ghazl El-Mehalla          | Al-Mahalla Al-Kubra |
| Ismaily                   | Ismaília            |
| Misr lel-Makkasa          | Fayoum              |
| National Bank of Egypt SC | Cairo               |
| Pharco FC                 | Alexandria          |
| Pyramids                  | Assiut              |
| Smouha                    | Alexandria          |
| Zamalek                   | Giza                |

## Estádios
| Estádio                        | Cidade     | Capacidade | Clube ao qual pertence o estádio |
| ------------------------------ | ---------- | ---------- | -------------------------------- |
| Estadio Internacional do Cairo | Cairo      | 74.100     | Al-Ahly e Zamalek                |
| Ismailia Stadium               | Ismailia   | 16.000     | Ismaily                          |
| Harras El Hodood Stadium       | Alexandria | 22.000     | Haras El Hodood                  |
| Suez Stadium                   | Suez       | 27.000     | Petrojet                         |
| Arab Contractors Stadium       | Nasr       | 35.000     | Arab contractors                 |
| Alexandria Stadium             | Alexandria | 18.000     | Al Ittihad                       |

## Formato
Existem 18 clubes na Premier League do Egito. A temporada de futebol, que vai de agosto a maio, é intercalada com uma pausa de inverno de seis semanas, que dura do final de dezembro a fevereiro. Durante o curso da temporada, cada clube joga uma vez como mandante e uma vez como visitante, para um total de 34 partidas. As equipes são classificadas pelo total de pontos, confrontos diretos, diferença de gols e gols marcados.
O campeão e o vice-campeão obtêm a classificação para a Liga dos Campeões da CAF, enquanto o terceiro classificado ganha acesso à Copa das Confederações da CAF.
Os últimos três classificados são rebaixados para a Divisão II, e as três principais equipes dos três grupos da divisão II, como um todo, são promovidas.

## Campeões
| 1  | 1948-49          | Al-Ahly                                                                                 | Tersana                                                                                 |                                                                                         |                                                                                         |                                                                                         |
| 2  | 1949-50          | Al-Ahly                                                                                 | Tersana                                                                                 |                                                                                         |                                                                                         |                                                                                         |
| 3  | 1950-51          | Al-Ahly                                                                                 | Zamalek                                                                                 |                                                                                         |                                                                                         |                                                                                         |
| -  | 1951-52          | Não foi jogado devido à conclusão dos Jogos Olímpicos de 1952                           | Não foi jogado devido à conclusão dos Jogos Olímpicos de 1952                           | Não foi jogado devido à conclusão dos Jogos Olímpicos de 1952                           | Não foi jogado devido à conclusão dos Jogos Olímpicos de 1952                           | Não foi jogado devido à conclusão dos Jogos Olímpicos de 1952                           |
| 4  | 1952-53          | Al-Ahly                                                                                 | Zamalek                                                                                 |                                                                                         |                                                                                         |                                                                                         |
| 5  | 1953-54          | Al-Ahly                                                                                 | Zamalek                                                                                 |                                                                                         |                                                                                         |                                                                                         |
| -  | 1954-55          | Não terminou devido a um impasse entre a Federação Egípcia de Futebol e o Al-Ahly       | Não terminou devido a um impasse entre a Federação Egípcia de Futebol e o Al-Ahly       | Não terminou devido a um impasse entre a Federação Egípcia de Futebol e o Al-Ahly       | Não terminou devido a um impasse entre a Federação Egípcia de Futebol e o Al-Ahly       | Não terminou devido a um impasse entre a Federação Egípcia de Futebol e o Al-Ahly       |
| 6  | 1955-56          | Al-Ahly                                                                                 | Zamalek                                                                                 |                                                                                         |                                                                                         |                                                                                         |
| 7  | 1956-57          | Al-Ahly                                                                                 | Zamalek                                                                                 |                                                                                         |                                                                                         |                                                                                         |
| 8  | 1957-58          | Al-Ahly                                                                                 | Zamalek                                                                                 |                                                                                         |                                                                                         |                                                                                         |
| 9  | 1958-59          | Al-Ahly                                                                                 | Zamalek                                                                                 |                                                                                         |                                                                                         |                                                                                         |
| 10 | 1959-60          | Zamalek                                                                                 | Tersana                                                                                 |                                                                                         |                                                                                         |                                                                                         |
| 11 | 1960-61          | Al-Ahly                                                                                 | Zamalek                                                                                 |                                                                                         |                                                                                         |                                                                                         |
| 12 | 1961-62          | Al-Ahly                                                                                 | Zamalek                                                                                 |                                                                                         |                                                                                         |                                                                                         |
| 13 | 1962-63          | Tersana                                                                                 | Zamalek                                                                                 |                                                                                         |                                                                                         |                                                                                         |
| 14 | 1963-64          | Zamalek                                                                                 | Tersana                                                                                 |                                                                                         |                                                                                         |                                                                                         |
| 15 | 1964-65          | Zamalek                                                                                 | Ismaily                                                                                 |                                                                                         |                                                                                         |                                                                                         |
| 16 | 1965-66          | Al-Olympi                                                                               | Zamalek                                                                                 |                                                                                         |                                                                                         |                                                                                         |
| 17 | 1966-67          | Ismaily                                                                                 | Al-Ahly                                                                                 |                                                                                         |                                                                                         |                                                                                         |
| -  | 1967 a 1972      | Campeonatos não disputados, Guerra dos Seis Dias e Guerra de Desgaste                   | Campeonatos não disputados, Guerra dos Seis Dias e Guerra de Desgaste                   | Campeonatos não disputados, Guerra dos Seis Dias e Guerra de Desgaste                   | Campeonatos não disputados, Guerra dos Seis Dias e Guerra de Desgaste                   | Campeonatos não disputados, Guerra dos Seis Dias e Guerra de Desgaste                   |
| 18 | 1972-73          | Ghazl El-Mehalla                                                                        | Zamalek                                                                                 |                                                                                         |                                                                                         |                                                                                         |
| -  | 1973-74          | Não finalizado devido á Guerra de Yom Kipur                                             | Não finalizado devido á Guerra de Yom Kipur                                             | Não finalizado devido á Guerra de Yom Kipur                                             | Não finalizado devido á Guerra de Yom Kipur                                             | Não finalizado devido á Guerra de Yom Kipur                                             |
| 19 | 1974-75          | Al-Ahly                                                                                 | Tersana                                                                                 | Ismaily                                                                                 |                                                                                         |                                                                                         |
| 20 | 1975-76          | Al-Ahly                                                                                 | Ghazl El-Mehalla                                                                        |                                                                                         |                                                                                         |                                                                                         |
| 21 | 1976-77          | Al-Ahly                                                                                 | Zamalek                                                                                 | Al-Ittihad                                                                              |                                                                                         |                                                                                         |
| 22 | 1977-78          | Zamalek                                                                                 | Al-Ahly                                                                                 | Al-Olympi                                                                               |                                                                                         |                                                                                         |
| 23 | 1978-79          | Al-Ahly                                                                                 | Zamalek                                                                                 | Ghazl El-Mehalla                                                                        |                                                                                         |                                                                                         |
| 24 | 1979-80          | Al-Ahly                                                                                 | Zamalek                                                                                 | Al Masry                                                                                |                                                                                         |                                                                                         |
| 25 | 1980-81          | Al-Ahly                                                                                 | Zamalek                                                                                 | Al Masry                                                                                |                                                                                         |                                                                                         |
| 26 | 1981-82          | Al-Ahly                                                                                 | Zamalek                                                                                 | Al-Ittihad                                                                              |                                                                                         |                                                                                         |
| 27 | 1982-83          | El-Mokawloon                                                                            | Zamalek                                                                                 | Al Ahly                                                                                 |                                                                                         |                                                                                         |
| 28 | 1983-84          | Zamalek                                                                                 | Al-Ahly                                                                                 | Ismaily                                                                                 |                                                                                         |                                                                                         |
| 29 | 1984-85          | Al-Ahly                                                                                 | Zamalek                                                                                 | Ismaily                                                                                 |                                                                                         |                                                                                         |
| 30 | 1985-86          | Al-Ahly                                                                                 | Zamalek                                                                                 | Ismaily                                                                                 |                                                                                         |                                                                                         |
| 31 | 1986-87          | Al-Ahly                                                                                 | Zamalek                                                                                 | Tersana                                                                                 |                                                                                         |                                                                                         |
| 32 | 1987-88 Detalhes | Zamalek                                                                                 | Al-Ahly                                                                                 | Ghazl El-Mehalla                                                                        |                                                                                         |                                                                                         |
| 33 | 1988-89          | Al-Ahly                                                                                 | Zamalek                                                                                 | Ghazl El-Mehalla                                                                        |                                                                                         |                                                                                         |
| -  | 1989-90          | Não finalizado devido à preparação da Seleção Egípcia para a Copa do Mundo FIFA de 1990 | Não finalizado devido à preparação da Seleção Egípcia para a Copa do Mundo FIFA de 1990 | Não finalizado devido à preparação da Seleção Egípcia para a Copa do Mundo FIFA de 1990 | Não finalizado devido à preparação da Seleção Egípcia para a Copa do Mundo FIFA de 1990 | Não finalizado devido à preparação da Seleção Egípcia para a Copa do Mundo FIFA de 1990 |
| 34 | 1990-91          | Ismaily                                                                                 | Al-Ahly                                                                                 | Zamalek                                                                                 |                                                                                         |                                                                                         |
| 35 | 1991-92          | Zamalek                                                                                 | Ismaily                                                                                 | Ghazl El-Mehalla                                                                        |                                                                                         |                                                                                         |
| 36 | 1992-93          | Zamalek                                                                                 | Al-Ahly                                                                                 | Ghazl El-Mehalla                                                                        |                                                                                         |                                                                                         |
| 37 | 1993-94          | Al-Ahly                                                                                 | Ismaily                                                                                 | Zamalek                                                                                 |                                                                                         |                                                                                         |
| 38 | 1994-95          | Al-Ahly                                                                                 | Zamalek                                                                                 | Ismaily                                                                                 |                                                                                         |                                                                                         |
| 39 | 1995-96          | Al-Ahly                                                                                 | Zamalek                                                                                 | Ismaily                                                                                 |                                                                                         |                                                                                         |
| 40 | 1996-97          | Al-Ahly                                                                                 | Zamalek                                                                                 | El-Mansoura                                                                             |                                                                                         |                                                                                         |
| 41 | 1997-98          | Al-Ahly                                                                                 | Zamalek                                                                                 | Al-Mokawloon                                                                            |                                                                                         |                                                                                         |
| 42 | 1998-99 Detalhes | Al-Ahly                                                                                 | Zamalek                                                                                 | Ismaily                                                                                 |                                                                                         |                                                                                         |
| 43 | 1999-00          | Al-Ahly                                                                                 | Ismaily                                                                                 | Zamalek                                                                                 |                                                                                         |                                                                                         |
| 44 | 2000-01          | Zamalek                                                                                 | Al-Ahly                                                                                 | Al Masry                                                                                |                                                                                         |                                                                                         |
| 45 | 2001-02          | Ismaily                                                                                 | Al-Ahly                                                                                 | Zamalek                                                                                 |                                                                                         |                                                                                         |
| 46 | 2002-03          | Zamalek                                                                                 | Al-Ahly                                                                                 | Ismaily                                                                                 |                                                                                         |                                                                                         |
| 47 | 2003-04          | Zamalek                                                                                 | Al-Ahly                                                                                 | Ismaily                                                                                 |                                                                                         |                                                                                         |
| 48 | 2004-05          | Al-Ahly                                                                                 | ENPPI                                                                                   | Haras El Hodood                                                                         |                                                                                         |                                                                                         |
| 49 | 2005-06          | Al-Ahly                                                                                 | Zamalek                                                                                 | ENPPI                                                                                   |                                                                                         |                                                                                         |
| 50 | 2006-07          | Al-Ahly                                                                                 | Zamalek                                                                                 | Ismaily                                                                                 |                                                                                         |                                                                                         |
| 51 | 2007-08          | Al-Ahly                                                                                 | Ismaily                                                                                 | Zamalek                                                                                 |                                                                                         |                                                                                         |
| 52 | 2008-09          | Al-Ahly                                                                                 | Ismaily                                                                                 | Petrojet                                                                                |                                                                                         |                                                                                         |
| 53 | 2009-10 Detalhes | Al-Ahly                                                                                 | Zamalek                                                                                 | Ismaily                                                                                 |                                                                                         |                                                                                         |
| 54 | 2010-11 Detalhes | Al-Ahly                                                                                 | Zamalek                                                                                 | Ismaily                                                                                 |                                                                                         |                                                                                         |
| -  | 2011-12          | Não finalizado devido à Tragédia de Port Said                                           | Não finalizado devido à Tragédia de Port Said                                           | Não finalizado devido à Tragédia de Port Said                                           | Não finalizado devido à Tragédia de Port Said                                           | Não finalizado devido à Tragédia de Port Said                                           |
| -  | 2012-13          | Não finalizado devido ao Golpe de Estado no Egito em 2013                               | Não finalizado devido ao Golpe de Estado no Egito em 2013                               | Não finalizado devido ao Golpe de Estado no Egito em 2013                               | Não finalizado devido ao Golpe de Estado no Egito em 2013                               | Não finalizado devido ao Golpe de Estado no Egito em 2013                               |
| 55 | 2013-14          | Al-Ahly                                                                                 | Smouha                                                                                  | Zamalek                                                                                 |                                                                                         |                                                                                         |
| 56 | 2014-15          | Zamalek                                                                                 | Al-Ahly                                                                                 | ENPPI                                                                                   |                                                                                         |                                                                                         |
| 57 | 2015-16          | Al-Ahly                                                                                 | Zamalek                                                                                 | Smouha                                                                                  |                                                                                         |                                                                                         |
| 58 | 2016-17          | Al-Ahly                                                                                 | Misr El Makasa                                                                          | Zamalek                                                                                 |                                                                                         |                                                                                         |
| 59 | 2017-18          | Al-Ahly                                                                                 | Ismaily                                                                                 | Al-Masry                                                                                |                                                                                         |                                                                                         |
| 60 | 2018-19          | Al-Ahly                                                                                 | Zamalek                                                                                 | Pyramids                                                                                |                                                                                         |                                                                                         |
| 61 | 2019-20          | Al-Ahly                                                                                 | Zamalek                                                                                 | Pyramids                                                                                |                                                                                         |                                                                                         |
| 62 | 2020-21          | Zamalek                                                                                 | Al-Ahly                                                                                 | Pyramids                                                                                |                                                                                         |                                                                                         |
| 63 | 2021-22          | Zamalek                                                                                 | Pyramids                                                                                | Al-Ahly                                                                                 |                                                                                         |                                                                                         |
| 64 | 2022-23          | Al-Ahly                                                                                 | Pyramids                                                                                | Zamalek                                                                                 |                                                                                         |                                                                                         |

## Títulos por Equipes
| Equipe           | Títulos | Vices |
| ---------------- | ------- | ----- |
| Al-Ahly          | 43      | 12    |
| Zamalek          | 14      | 35    |
| Ismaily          | 3       | 7     |
| Tersana          | 1       | 5     |
| Ghazl El-Mehalla | 1       | 1     |
| Al-Olympi        | 1       | 0     |
| El-Mokawloon     | 1       | 0     |
| ENPPI            | 0       | 1     |
| Smouha           | 0       | 1     |
| Misr Lel Makasa  | 0       | 1     |
| Pyramids         | 0       | 2     |

## Maiores artilheiros da história da liga
maiores artilheiros da Premier League egípcia de todos os tempos é a seguinte:
| Jogador            | Gols | Clubes                                           |
| ------------------ | ---- | ------------------------------------------------ |
| Hassan El-Shazly   | 176  | Tersana                                          |
| Hossam Hassan      | 168  | Al Ahly, Zamalek, El-Masry, Tersana e El Ittihad |
| Moustafa Reyadh    | 123  | Tersana                                          |
| El-Sayed El-Dhizui | 112  | El-Masry, Al Ahly                                |
| Abdallah Said      | 111  | Ismaily, Al Ahly e Pyramids                      |
| Mahmoud El Khatib  | 109  | Al Ahly                                          |
| Ahmed El-Kass      | 107  | El-Olympi, Zamalek e El Ittihad                  |
| Mohamed Aboutrika  | 106  | Tersana, Al Ahly                                 |
| Gamal Abdel-Hameed | 101  | Al Ahly, Zamalek                                 |

## Participações na CAF
Liga dos Campeões da CAF
| Clube            | N° | Anos |
| ---------------- | -- | --- |
| Al Ahly          | 33 | 1976, 1977, 1981, 1982, 1983, 1987, 1988, 1990, 1991, 1998, 1999, 2000, 2001, 2002, 2004, 2005, 2006, 2007, 2008, 2009, 2010, 2011, 2012, 2013, 2014, 2015, 2016, 2017, 2018, 2019, 2020, 2021, 2022. |
| Zamalek          | 25 | 1979, 1984, 1985, 1986, 1987, 1989, 1993, 1994, 1996, 1997, 2002, 2003, 2004, 2005, 2007, 2008, 2011, 2012, 2013, 2014, 2016, 2017, 2020, 2021, 2022.                                                 |
| Ismaily          | 10 | 1969, 1970, 1971, 1972, 1973, 1992, 1995, 2003, 2010, 2019. |
| Ghazl El-Mehalla | 02 | 1974, 1975 |
| Al-Olympic       | 01 | 1967 |
| ENPPI            | 01 | 2006 |
| Smouha           | 01 | 2015 |
| Misr Lel-Makkasa | 01 | 2018 |
| Pyramids         | 01 | 2022 |

Copa da CAF
| Clube    | N° | Anos       |
| -------- | -- | ---------- |
| Zamalek  | 02 | 1998, 1999 |
| Ismaily  | 01 | 2000       |
| Al-Masry | 01 | 2002       |
| Al-Ahly  | 01 | 2003       |